# Kuršumlija
Kuršumlija (en serbe cyrillique : Куршумлија) est une ville et une municipalité de Serbie situées dans le district de Toplica. Au recensement de 2011, la ville comptait 12 866 habitants et la municipalité dont elle est le centre 19 011.

## Géographie
La municipalité de Kuršumlija, est située au sud de la Serbie, le long de la frontière avec le Kosovo, dans une région traversée par le cours supérieur de la rivière Toplica et par deux de ses affluents, la Kosanica et la Banjska, qui confluent avec elle dans la ville. Le territoire municipal, qui s'étend sur une 952 km2, est très vallonné, 85 % de sa superficie étant constitué de collines ou de montagnes ; l'altitude y est comprise entre 300 m à Ključ près de Donje Točane et 1 073 m au pic de Pilatovica. Kuršumlija est entourée par les monts Kopaonik à l'ouest et au sud-ouest, Lepa gora au nord-ouest, Veliki Jastrebac au nord, Vidojevica, Sokolovica (1 050 m) et Radan à l'est et au sud-est. À 27 km au sud-est de Kuršumlija, dans les monts Radan, se trouve le monument naturel de la Đavolja varoš (« la ville du Diable »), constitué de 200 pyramides d'argile sculptées par l'érosion.

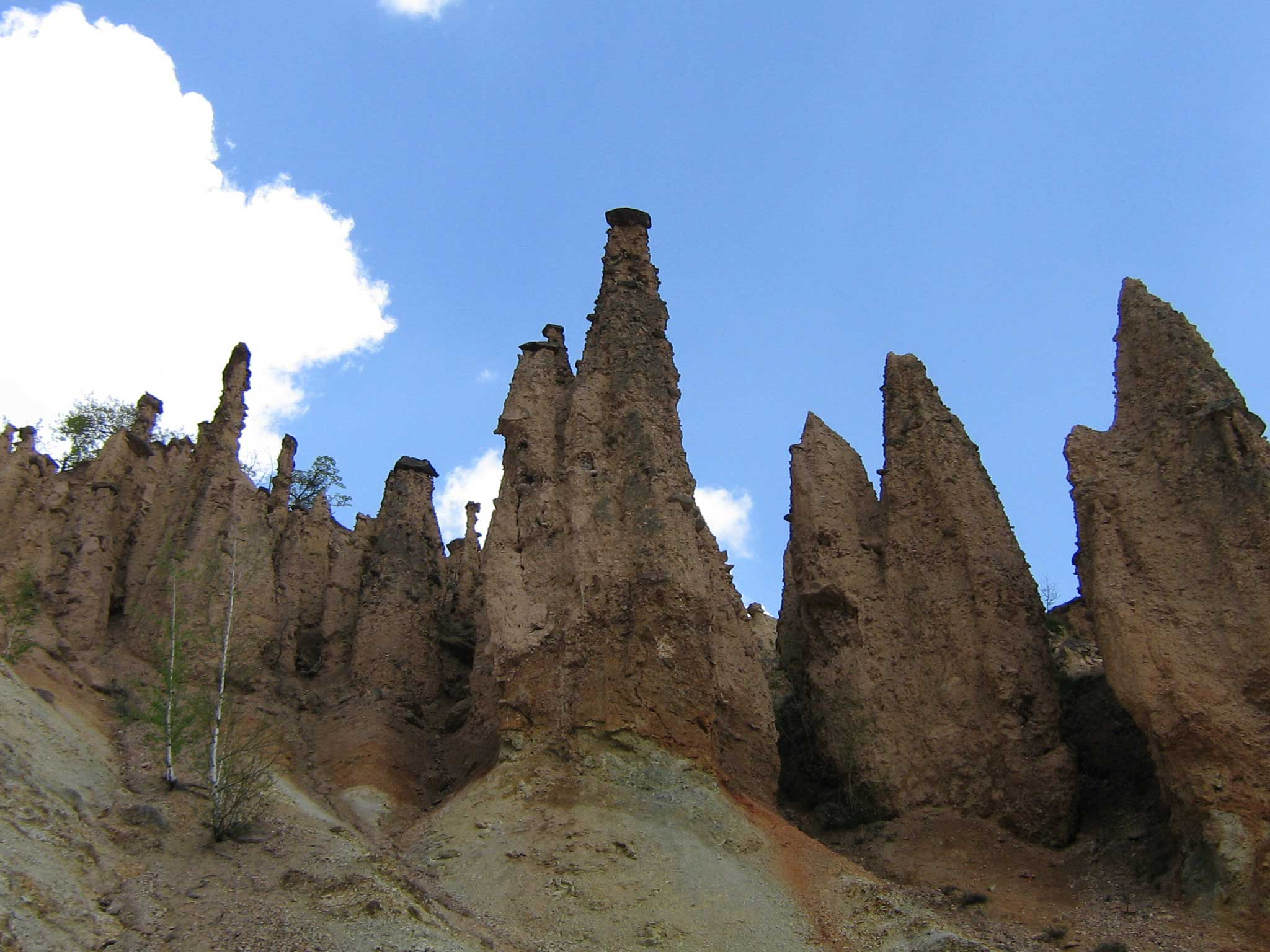
La Đavolja varoš

Un barrage sur la Toplica, construit en 1986, a créé le lac artificiel de Selova ; il s'étend sur 3,3 km2, avec une longueur de 7 km et une largeur comprise entre 700 et 800 m ; la région compte également de nombreux autres petits lacs, comme le Radojičino jezero, le Bačijsko jezero, le Prolomsko jezero et l'Igriško jezero. La région de Kuršumlija se caractérise également par la présence de nombreuses sources chaudes, dont les eaux ont favorisé le développement du thermalisme à Lukovska Banja, Kuršumlijska Banja et Prolom Banja. Plusieurs sources minérales sont situées juste aux pieds des pyramides géologiques de la Đavolja varoš ; elles sont particulièrement riches en éléments minéraux. La source appelée Đavolja voda (en serbe cyrillique : Ђавоља вода), l'« eau du Diable », possède un taux d'acidité particulièrement élevé (PH 1,5). L'autre source principale du site porte le nom de Crveno vrelo (Црвено врело), le « puits rouge ».

## Climat
Le climat de Kuršumlija est de type continental modéré, avec une température moyenne annuelle de 10,3 °C. Le mois le plus chaud de l'année est juillet, avec une moyenne de 20,3 °C, et le plus froid janvier, avec une moyenne de −0,8 °C. La moyenne annuelle des précipitations s'établit à 645 mm et la région compte chaque année 1 902 heures d'ensoleillement.

## Histoire

### Préhistoire et Antiquité
La région de Kuršumlija est habitée depuis la Préhistoire, ainsi qu'en attestent les sites archéologiques de Pločnik et de Viča, à 12 km au nord-est de la ville. À Pločnik ont été découverts les vestiges d'une localité remontant au IIIe millénaire avant Jésus Christ, caractéristique de la première période de la culture de Vinča et, à Viča, ceux d'une petite station thermale datant de la même époque, ce qui en fait l'une des plus anciennes stations thermales du monde. À l'époque historique, la région fut habitée par les Illyriens, les Thraces, les Grecs et les Celtes. Les Romains s'installèrent à leur tour dans la région entre 229 av. J.C. et 14 ap. J.-C.. La région fit alors partie de la province romaine de Dalmatie, à la limite de la province de Mésie supérieure. À l’emplacement de l’actuelle Kuršumlija, dès le IIIe siècle av. J.-C., les Romains établirent un castrum connu sous le nom de Ad fines. De cette période romaine, et de la période byzantine qui la suivit datent les vestiges de thermes romains de Bac du IIIe siècle et ceux d'une basilique romaine située au confluent de la Kosanica et de la Toplica, qui remontent au VIIe siècle, ainsi que divers objets trouvés à Kuršumlijska Banja, les restes d'un sanctuaire à Dobri Do, des restes de canalisations à Kuršumlija et à Lukovska Banja, un cimetière romain et grec près de Prolom Banja etc.

### Moyen Âge

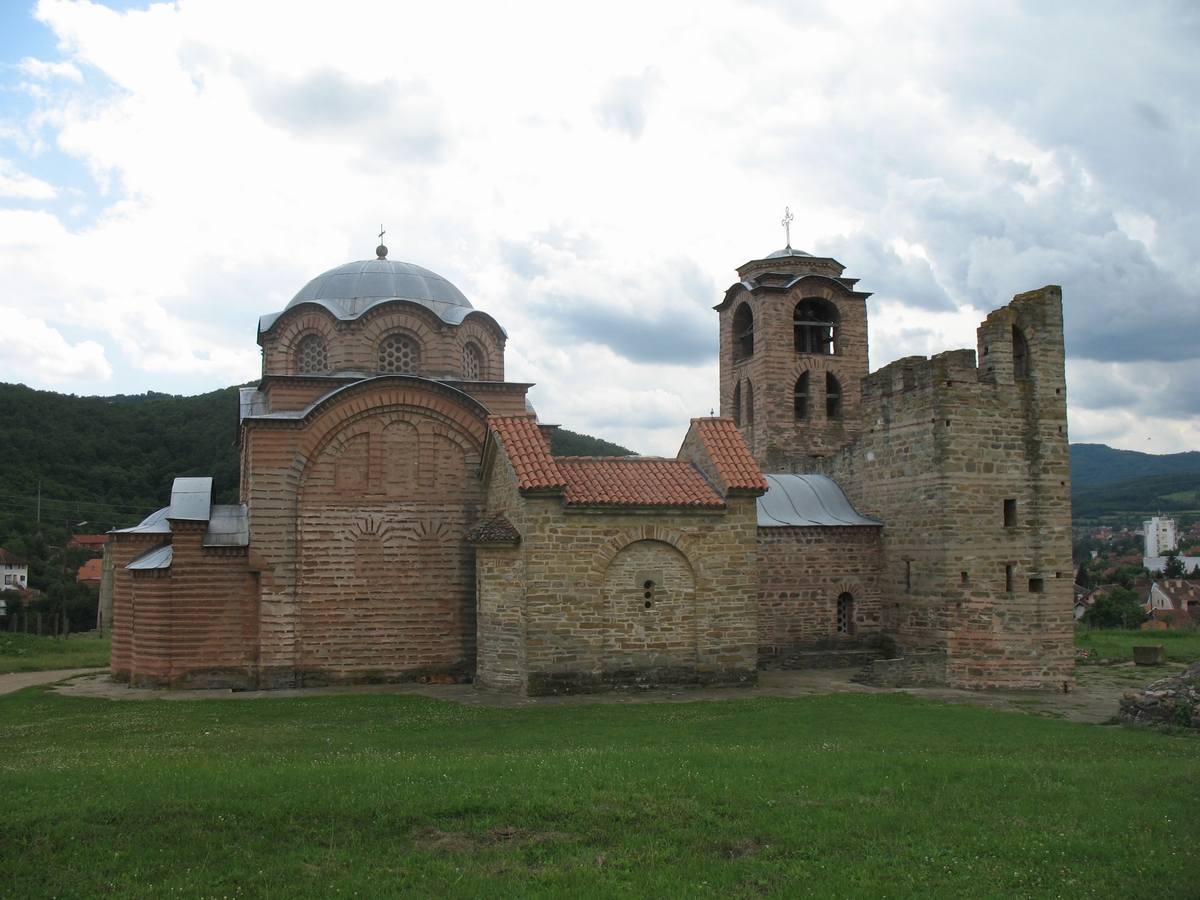
L'église du monastère Saint-Nicolas

Kuršumlija porta d'abord le nom de Toplica, sans que l'on sache exactement à quelle date elle fut ainsi désignée. Cette dénomination provient de l'adjectif serbe topli qui signifie « chaud », ce qui évoque les sources chaudes de Lukovska Banja, de Kuršumlijska Banja et de Prolom Banja. La première mention de la ville sous cette appellation remonte à 1019, à l'époque du règne de l'empereur byzantin Basile II le Bulgaroctone ; la localité était alors le siège d'un évêché dépendant de l'archevêché d'Ohrid, aujourd'hui en Macédoine du Nord.
Le grand župan Stefan Nemanja y fit naître l'État médiéval serbe au XIIe siècle, régnant alors sur les régions de la Toplica, de l'Ibar et de la Rasina. L'actuelle Kuršumlija fut la capitale de cet État et le prince y possédait une résidence. À proximité, il fit construire les monastères de la Mère-de-Dieu (1159)), où son épouse Ana se fit religieuse sous le nom d'Anastazija, et celui de Saint-Nicolas (1165-1168). Ces monastères valurent à la ville le nom de Bela Crkva, « l'église blanche », nom qu'elle conserva jusqu'au milieu du XVIIIe siècle. Au moment de la création de l'Église orthodoxe de Serbie dans les années 1219-1220, Kuršumlija devint le siège de l'évêché de Bela Crkva et, jusqu'à la création du Patriarcat de Serbie, le siège, d'un archevêché.
Les Turcs commencèrent à attaquer la région de Kuršumlija après la bataille de la Maritsa (1371) et l'une de leurs premières batailles contre l'armée serbe du prince Lazar eut lieu près du village de Pločnik en 1387 ; Lazar revendiqua la victioire. En revanche, le prince fut battu et tué à la bataille de Kosovo Polje en 1389. Bela Crkva (Kuršumlija) tomba entre les mains des Ottomans en 1454 et la chute définitive du despotat de Serbie, en 1459, sanctionna l'intégration de la région dans l'Empire ottoman.

### Période ottomane etXIXesiècle

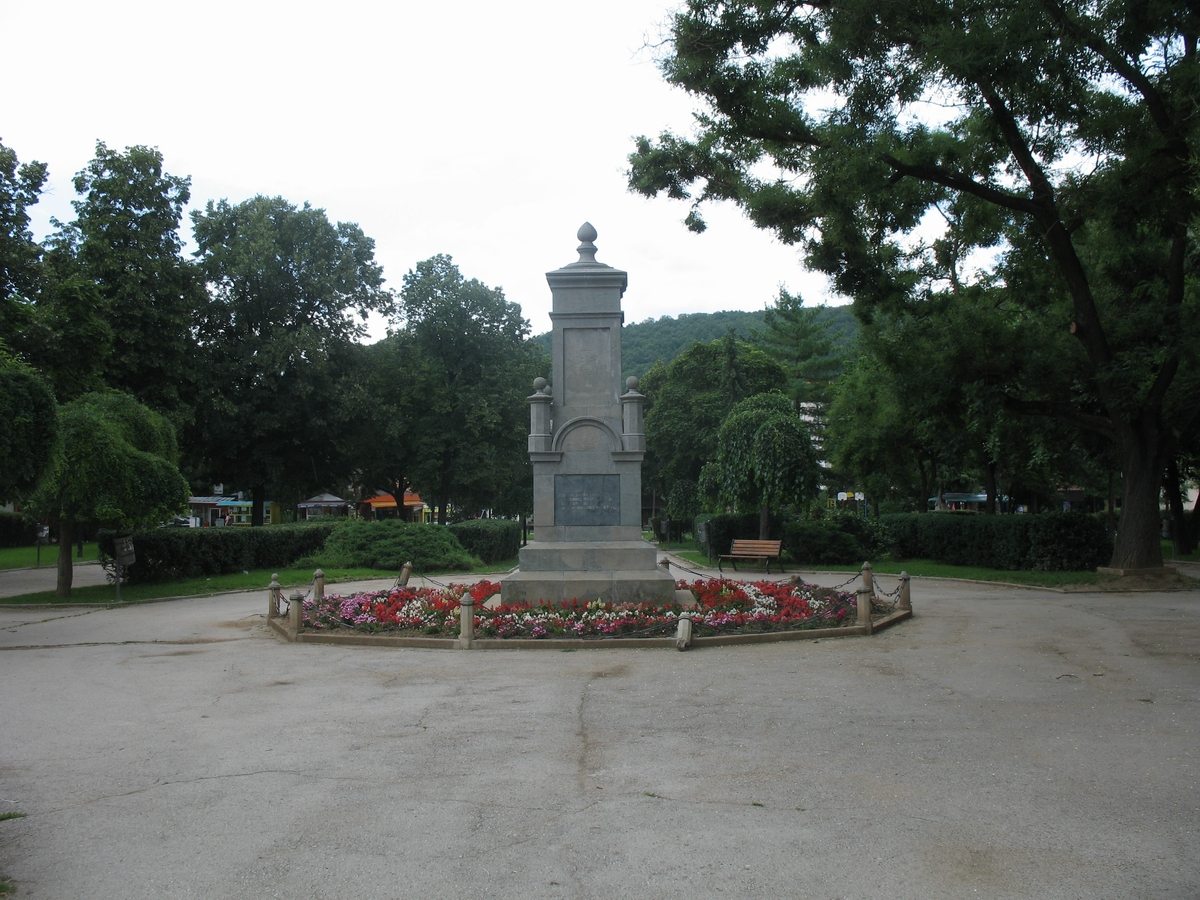
Monument commémoratif de la libération de 1878

Après la victoire des Ottomans, la ville prit le nom de Kuršumlije, du turc Kuršumlu-Kilise, traduction de Bela Crkva, « l'église blanche » ; la ville conserva ce nom jusqu'en 1878, avant de devenir Kuršumlija. Même sous la domination turque, la population resta essentiellement chrétienne. En revanche, la grande migration serbe de 1690, consduite par le patriarche Arsenije III Čarnojević et la grande migration de 1739 conduite par Arsenije IV Jovanović Šakabenta provoquèrent une stagnation dans la population de la ville. Au cours du premier soulèvement serbe contre les Ottomans, Stanoje Glavaš libéra la ville une première fois mais elle fut reconquise par la Sublime Porte. La ville ne fut définitivement libérée que le 19 janvier 1878 ; elle fit alors partie de la principauté de Serbie dirigée par le prince Milan IV Obrenović. Un monument commémoratif de cette victoire a été érigé dans le centre-ville le 22 août 1896 et inauguré par le roi de Serbie Alexandre Ier Obrenović.

### XXesiècle

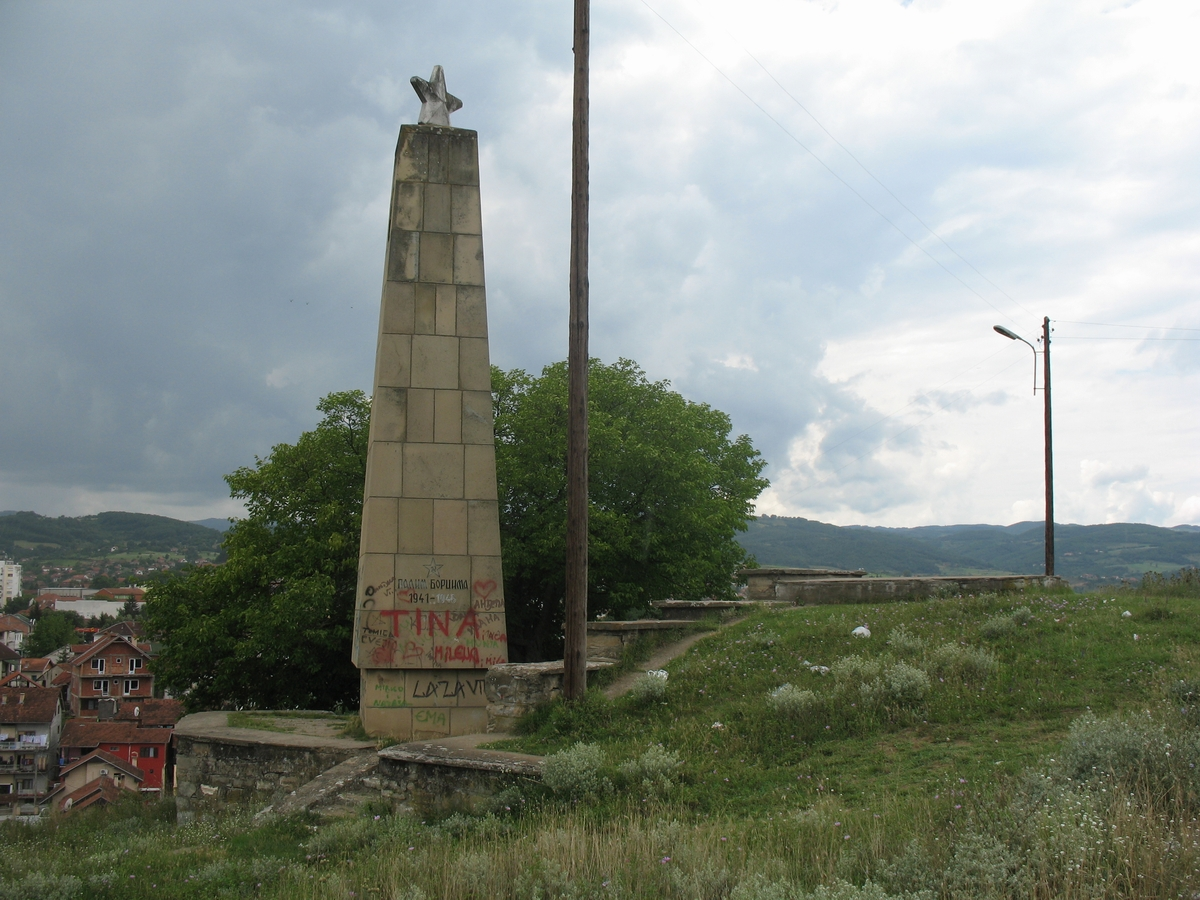
Monument en l'honneur des Partisans

Jusqu'en 1912, la région de Kuršumlija resta une zone frontalière avec l'Empire ottoman et, lors de la première guerre balkanique, la ligne de front passait par le village de Merdare, sur le territoire de l'actuelle municipalité. Pendant la Première Guerre mondiale, la région se rendit célèbre par le soulèvement de la Toplica, en 1917, provoqué par une tentative de l'armée bulgare pour enrôler des Serbes sur les territoires qu'elle occupait ; conduite par Kosta Vojinovic, l'insurrection fut réprimée et les Bulgares exercèrent des représailles à l'encontre des populations civiles de la région.
Pendant la Seconde Guerre mondiale, Kuršumlija fut occupée par les Nazis le 12 avril 1941. La ville fut un temps contrôlée par les Tchetniks de Kosta Pećanci et, du 16 au 23 février 1942, elle fut momentanément libérée par les Partisans communistes de Tito. Le 25 mars 1942, Kuršumlija fit partie de la zone d'occupation bulgare. La ville fut définitivement libérée par les Partisans le 28 août 1942.

## Localités de la municipalité de Kuršumlija

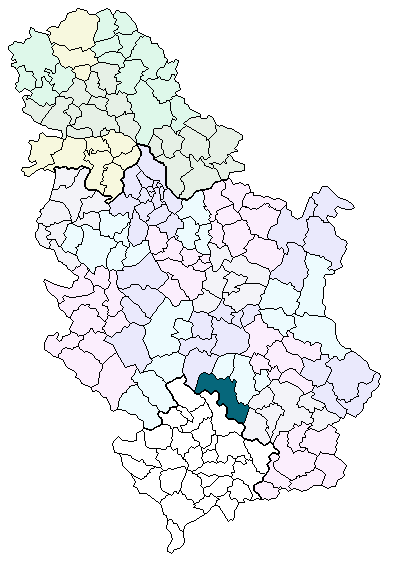
Localisation de la municipalité de Kuršumlija en Serbie

La municipalité de Kuršumlija compte 90 localités :
| - Babica - Barlovo - Baćoglava - Belo Polje - Bogujevac - Vasiljevac - Veliko Pupavce - Visoka - Vlahinja - Vrelo - Vrševac - Vukojevac - Gornja Mikuljana - Gornje Točane - Grabovnica | - Dabinovac - Dankoviće - Degrmen - Dedinac - Dešiška - Dobri Do - Donja Mikuljana - Donje Točane - Dubrava - Đake - Žalica - Žegrova - Žuč - Zagrađe - Zebica | - Ivan Kula - Igrište - Kastrat - Konjuva - Kosmača - Krtok - Krčmare - Kupinovo - Kuršumlija - Kuršumlijska Banja - Kutlovo - Lukovo - Ljutova - Ljuša - Magovo | - Mala Kosanica - Maričiće - Markoviće - Matarova - Mačja Stena - Mačkovac - Merdare - Merćez - Mehane - Mirnica - Mrče - Nevada - Novo Selo - Orlovac - Parada | - Pačarađa - Pevaštica - Pepeljevac - Perunika - Pljakovo - Prevetica - Prekorađe - Prolom - Ravni Šort - Rastelica - Rača - Rudare - Sagonjevo - Samokovo - Svinjište | - Sekirača - Selište - Selova - Seoce - Spance - Tačevac - Tijovac - Tmava - Trebinje - Trećak - Trmka - Trn - Trpeza - Šatra - Štava |

Kuršumlija et Kuršumlijska Banja sont officiellement classées parmi les « localités urbaines » (en serbe : градско насеље et gradsko naselje) ; toutes les autres localités sont considérées comme des « villages » (село/selo).

## Démographie

### Ville

#### Évolution historique de la population dans la ville
| 1948  | 1953  | 1961  | 1971  | 1981   | 1991   | 2002   | 2011   |
| ----- | ----- | ----- | ----- | ------ | ------ | ------ | ------ |
| 2 382 | 2 649 | 3 391 | 7 185 | 10 550 | 12 525 | 13 639 | 12 866 |

#### Répartition de la population par nationalités dans la ville (2002)
Toutes localités de la municipalité sont majoritairement peuplées de Serbes, à l'exception du village de Barlovo qui est habité par une majorité de Roms.

## Politique

### Élections locales de 2004
À la suite des élections locales serbes de 2004, les 37 sièges de l'assemblée municipale de Kuršumlija se répartissaient de la manière suivante :
| Parti                                               | Sièges |
| --------------------------------------------------- | ------ |
| Parti démocratique de Serbie                        | 6      |
| Parti radical serbe                                 | 5      |
| Parti démocratique                                  | 4      |
| Parti socialiste de Serbie                          | 4      |
| Liste « Union pour Kuršumlija »                     | 4      |
| Liste « Solidarnost i sloga » (Solidarité et unité) | 3      |
| Mouvement Force de la Serbie                        | 3      |
| G17 Plus                                            | 2      |
| Mouvement serbe du renouveau                        | 2      |
| Nouvelle Serbie                                     | 2      |
| Parti national démocratique                         | 2      |

Milan Đurđević, membre du Parti démocratique de Serbie du premier ministre Vojislav Koštunica, a été élu président (maire) de la municipalité.

### Élections locales de 2008
À la suite des élections locales serbes de 2008, les 37 sièges de l'assemblée municipale de Kuršumlija se répartissaient de la manière suivante :
| Parti                                                           | Sièges |
| --------------------------------------------------------------- | ------ |
| Parti radical serbe                                             | 7      |
| Parti démocratique                                              | 6      |
| Liste « Gvozdeni puk »                                          | 6      |
| Parti démocratique de Serbie                                    | 6      |
| Liste « Tous ensemble pour Kuršumlija »                         | 5      |
| Nouvelle Serbie                                                 | 4      |
| Parti socialiste de Serbie - Parti des retraités unis de Serbie | 3      |

Zoran Vučković, membre du Parti démocratique du président Boris Tadić, a été élu président de la municipalité ; il était à la tête d'une coalition constituée par le Parti démocratique, Nouvelle Serbie, le Parti socialiste de Serbie et la liste « Gvozdeni puk » .

## Économie
Kuršumlija est le siège de la société Planinka, qui opère dans les deux stations thermales de Prolom Banja et de Lukovska Banja, situées dans la municipalité de Kuršumlija. Ses activités incluent l'hôtel Radan, un trois étoiles, à Prolom, et l'hôtel Kopaonik avec son annexe Mladost. Parmi ses autres activités, on peut citer l'embouteillage d'une eau minérale vendue sous le nom de Prolom voda, « l'eau de Prolom », ainsi que la production de boissons non alcoolisées. Elle propose également des tapis de laine fabriqués à la main. Cette entreprise entre dans la composition du BELEXline, l'un des trois indices de la Bourse de Belgrade.

## Tourisme
La municipalité de Kuršumlija compte un grand nombre de sites pour les amateurs de nature ou de randonnée. Le plus célèbre d'entre eux est celui de la Đavolja varoš, la « ville du Diable », qui se trouve dans les monts Radan, à 27 km de la ville, à la hauteur du village de Đake ; ce monument naturel présente de nombreuses pyramides creusées par l'érosion dans l'argile ; on y trouve également deux importantes sources chaudes,,. Au nord de la municipalité, près du village de Štava, le pic de la Štavska treska (1 439 m), situé entre les rivières Štavska reka (au sud), Blaževska reka (à l'ouest) et Đerekaruša (au nord), fait partie des monts Kopaonik et offre un vaste panorama sur les montagnes alentour ; près de son sommet se trouve une vieille église troglodyte, ainsi que les vestiges d'anciens bâtiments et une croix de pierre ; le mont est couvert d'une épaisse forêt riche en champignons, en herbes médicinales et en sources ; on peut parcourir le sommet entre les hameaux de Jagnjilo et de Trečnjica. Le plateau de Trpeza, au sud de la municipalité, est situé entre les rivières Kosanica (à l'est), Trnska reka (au sud) et Prekorađska reka (à l'ouest et au nord), est un plateau qui s'élève à une altitude comprise entre 900 et 1 000 m et se prolonge vers les monts Vulovo brdo (1 020 m) et Trpeška glavica (1 050 m) ; traversé par de petites routes de campagne, il est propice à la randonnée ; en plus des curiosités naturelles, on peut y voir de nombreuses maisons anciennes.

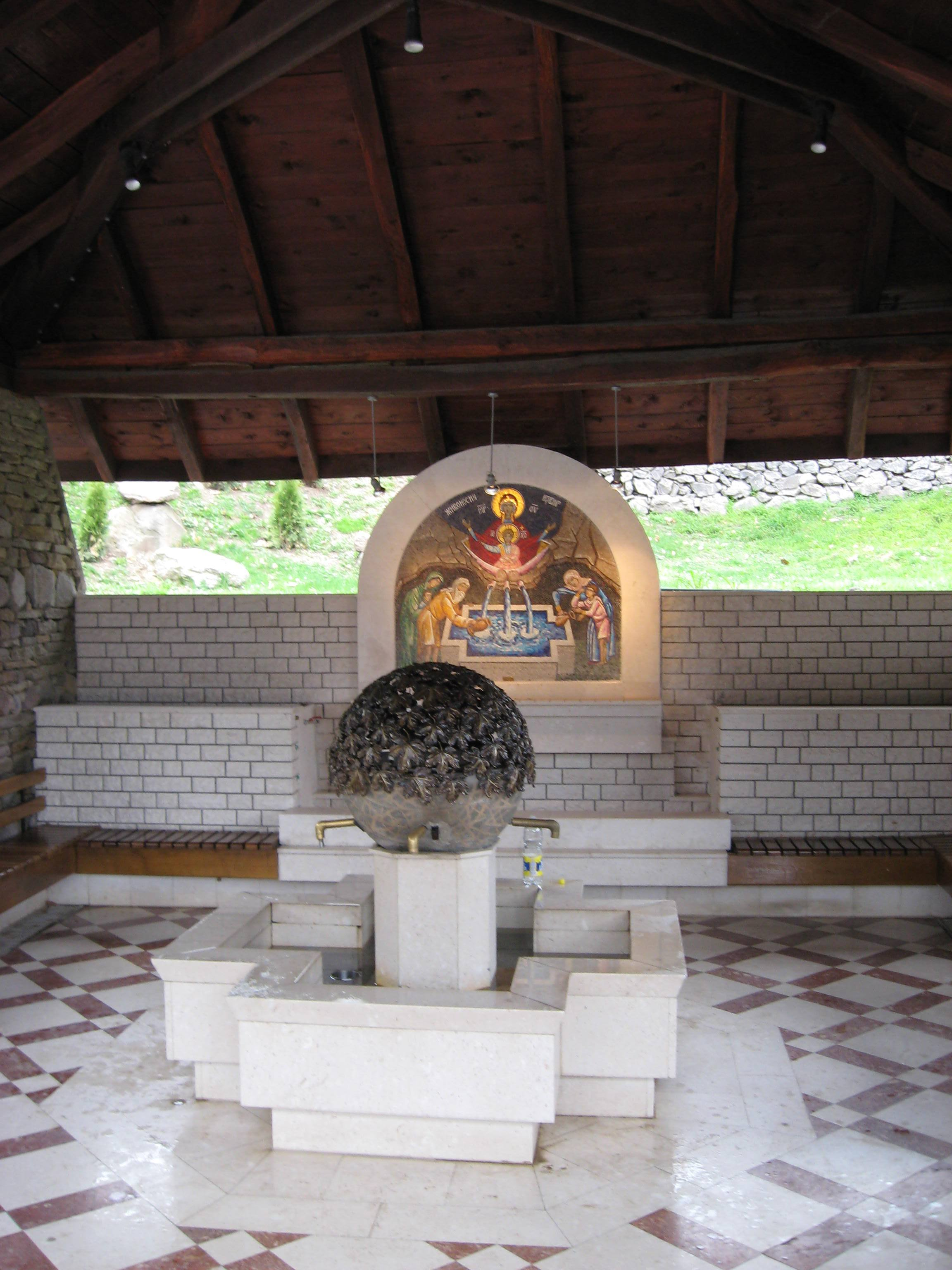
Source thermale à Prolom Banja

Le territoire de Kuršumlija compte de nombreuses espèces animales, dont certaines sont autorisées à la chasse. Cette activité est encadrée par la Société de chasse Soko, créée en 1899 et qui gère une zone de 65 271 hectares. On y trouve des chevreuils, des sangliers, des renards, des chats sauvages, des lapins, des faisans, des perdrix et, dans une moindre mesure, des palombes et des bécasses. Deux secteurs de chasse privilégiés ont été créés : Šumata (18 964 ha) et Sokolovica (7 075 ha). La pêche sportive est encadrée par l'association Toplica, qui fait partie de l'Union des organisations de pêche sportive Južna Morava II (en serbe : Zajednica organizacija sportskih ribolovaca Južna Morava II), créée en 1947 et dont le siège est à Niš. Les rivières sont poissonneuses ; on y trouve des truites de montagne et des crustacés de rivière, notamment dans la Štavska reka, la Trebinjska reka et la Prolomska reka ; dans la Toplica, la Kosanica et leurs affluents, on trouve des chevesnes, des goujons, des barbeaux et, notamment, des barbeaux méridionaux.
La municipalité de Kuršumlija possède trois stations thermales importantes. Prolom Banja est située à 23 km de la ville sur les pentes méridionale des monts Sokolovica ; ses eaux doivent principalement leurs qualités thérapeutiques à la présence d'alcali, d'ozone et d'acide siliconique ; la station thermale est spécialisée dans le soin des maladies des reins et des voies urinaires. On y soigne aussi les maladies de la peau, comme l'eczéma, le psoriasis, le lupus), certains troubles digestifs, les troubles veineux et artériels ainsi que les rhumatismes non-articulaires. Lukovska Banja se trouve à 36 km à l'ouest de Kuršumlija, dans les monts Kopaonik, à une altitude de 681 m ; la station dispose de 37 sources qui jaillisent à une température comprise entre 35 et 69,5 °C ; on y traite les inflammations et les rhumatismes chroniques, les maladies dégénératives de la colonne vertébrale (arthrose, spondylose, sciatique, périarthrite de l'épaule) etc. La station de Kuršumlijska Banja, quant à elle, est située à 11 km de la ville et possède des sources qui jaillisent à une température comprise entre 14 et 63 °C ; on y soigne les traumatismes et les maladies du système locomoteur, les maladies respiratoires, le diabète, les maladies gynécologiques et neurologiques, les maladies du métabolisme, dont l'anémie chez l'enfant et l'adulte.

## Personnalités
De 1166 à 1172, le prince Stefan Nemanja établit sa première capitale à Kuršumlija. La ville est alors appelée Bele Crkve (les églises blanches).
La sultane Mara, fille du despote Đurađ Branković, plus tard femme de Mourad II et belle-mère du sultan Mehmed II, y passa la fin de sa vie comme religieuse au monastère de la Sainte Mère de Dieu.
Kosta Pećanac, un militaire ayant joué un rôle notable dans la Première et dans la Seconde Guerre mondiale y naquit.
Dragoljub Mićunović, né en 1930, professeur de philosophie à l’université de Belgrade, fut un célèbre dissident de la période communiste. Il devint le premier président du Parti démocratique. Il fut le premier président du parlement de Serbie-et-Monténégro.